# Philomath
Philomath es una ciudad ubicada en el condado de Benton en el estado estadounidense de Oregón. En el año 2000 tenía una población de 3.838 habitantes y una densidad poblacional de 1,157.7 personas por km².

## Geografía
Philomath se encuentra ubicada en las coordenadas 44°32′26″N 123°21′46″O / 44.54056, -123.36278.

## Demografía
Según la Oficina del Censo en 2000 los ingresos medios por hogar en la localidad eran de $41,461, y los ingresos medios por familia eran $42,578. Los hombres tenían unos ingresos medios de $36,104 frente a los $25,281 para las mujeres. La renta per cápita para la localidad era de $16,620. Alrededor del 8.2% de la población estaban por debajo del umbral de pobreza.